# Руд, Огден
Огден Николас Руд (Ogden Nicholas Rood, 3 февраля 1831, Данбери, штат Коннектикут — 12 ноября 1902, Манхэттен, Нью-Йорк) — американский физик, известный своей работой по теории цвета.

## Биография
В 18 лет Руд поступил в Йельский университет, но после второго курса перешёл в Принстонский университет (тогда он назывался Колледж Нью-Джерси), где получил степень бакалавра в 1852 году.
В течение следующих двух лет он был последовательно аспирантом Йельского университета, ассистентом в Университете Вирджинии и ассистентом Бенджамина Силлимана. В 1854—1858 годах жил в Германии, занимался академическими исследованиями в Берлине и Мюнхене, работая в лаборатории Юстуса фон Либиха. В этот период он увлекается живописью, пишет маслом. В 1858 году, незадолго до возвращения в США, он женился на Матильде Пруннер из Мюнхена.
В 1858 году он присоединился к университету в городе Трой, однако этот университет был закрыт в 1861 году. Руд получил должность заведующего кафедрой физики в Колумбийском университете, и эту должность он занимал с 1863 года до своей смерти. В 1865 году Руд был избран членом Национальной академии наук. В 1869 году он стал вице-президентом Американской ассоциации развития науки. В 1880 году Руд был избран членом Американского философского общества

## Вклад в науку
В 1879 году Руд опубликовал книгу «Учебник цвета для студентов или Современная теория цвета в приложении к искусству и промышленности» («Students' Text-book of Color; Or, Modern Chromatics, with Applications to Art and Industry»). В своей работе Руд разделил цвет на три константы: чистоту, яркость и оттенок. Он описал дополнительные цвета для разных цветов в спектре.
Как художник-любитель, Руд был членом Американского общества акварелистов. В 1874 году он прочитал две лекции в Национальной академии дизайна в Нью-Йорке на тему «Современная оптика в живописи». Работы Руда, наряду с трудами Дж. К. Максвелла и М. Э. Шеврёля, оказали влияние на художников-импрессионистов, футуристов и их преемников. Художник Камиль Писсарро определил цель неоимпрессионистов в письме: «Искать современный синтез методов, основанных на науке, то есть на теории цвета М. Шеврёля и на экспериментах Максвелла и измерениях Руда».
Руд предположил, что маленькие точки или линии разных цветов, если смотреть на них с расстояния, переходят в новый цвет. Он считал, что дополнительные цвета его цветового круга, когда художник применяет их попарно, усиливают впечатление от картины: «… картины, почти полностью состоящие из оттенков, которые сами по себе кажутся скромными и далеко не блестящими, часто кажутся нам богатыми и великолепными по цвету, в то время как, с другой стороны, самые яркие цвета можно легко расположить так, чтобы произвести угнетающее впечатление на смотрящего».
Американский историк искусства Уильям Иннес Хомер считал, что книга Огдена Руда повлияла на Жоржа-Пьера Сёра́, основателя неоимпрессионизма и выдающегося пуантилиста. Книга Руда нашла отражение не только в живописи, повлияв также на Клода Моне, Жюля Шмальцигауга и других, но была упомянута в и художественной литературе:

— Вышла новая книга о законах отражения цвета, её написал американец, Огден Руд. Я считаю, что после Гельмгольца и Шеврёля это шаг вперёд.— Ирвинг Стоун «Жажда жизни»
В «Стандартах цвета и номенклатуре цветов» 1912 года Роберт Риджуэй назвал четыре оттенка цвета в честь Руда: синий (Rood’s Blue), коричневый (Rood’s Brown), лавандовый (Rood’s Lavender) и фиолетовый (Rood’s Violet).